# Matěj Krsek
Matěj Krsek (Praga, 13 de mayo de 2000) es un deportista checo que compite en atletismo, especialista en las carreras de velocidad.
Ganó una medalla de bronce en el Campeonato Mundial de Atletismo de 2023, en la prueba de 4 × 400 m mixto. En los Juegos Europeos de Cracovia 2023 consiguió una medalla de oro en la misma prueba.

## Palmarés internacional
| Campeonato Mundial | Campeonato Mundial | Campeonato Mundial | Campeonato Mundial |
| Año                | Lugar              | Medalla            | Prueba             |
| ------------------ | ------------------ | ------------------ | ------------------ |
| 2023               | Budapest (Hungría) | Medalla de bronce  | 4 × 400 m mixto    |
| Juegos Europeos    |                    |                    |                    |
| Año                | Lugar              | Medalla            | Prueba             |
| 2023               | Chorzów (Polonia)  | Medalla de oro     | 4 × 400 m mixto    |